# Municipio de Woodcock
El municipio de Woodcock (en inglés: Woodcock Township) es un municipio ubicado en el condado de Crawford en el estado estadounidense de Pensilvania. En el año 2000 tenía una población de 2.976 habitantes y una densidad poblacional de 13 personas por km².

## Geografía
El municipio de Woodcock se encuentra ubicado en las coordenadas 41°45′01″N 80°06′59″O / 41.75028, -80.11639.

## Demografía
Según la Oficina del Censo en 2000 los ingresos medios por hogar en la localidad eran de $31,023 y los ingresos medios por familia eran de $44,837. Los hombres tenían unos ingresos medios de $33,900 frente a los $23,977 para las mujeres. La renta per cápita de la localidad era de $18,093. Alrededor del 12,4% de la población estaba por debajo del umbral de pobreza.